# Евандър (скулптор)
 Тази статия е за скулптора.  За персонажа от древногръцката митология вижте Евандър.  
Евандър (на старогръцки: Εὔανδρος) син на Евандър от Бероя е македонски скулптор от I век. Евандер е автор на добре запазен релеф от периода на Флавиите. Други две произведения на Евандър са открити в Лете. и Лариса